# المدينة (شبوة)
المدينة هي إحدى قرى الجمهورية اليمنية. تتبع جغرافيا لمحافظة شبوةو إداريًا لمديرية حطيب. يبلغ تعداد سكانها 1196 نسمة حسب الإحصاء الذي أجري عام 2004.